# Богданов, Антон Александрович
Антон Александрович Богданов (бел. Антон Аляксандравіч Багданаў; род. 27 апреля 2001, Смолевичи, Минская область) — белорусский футболист, полузащитник клуба «Жодино-Южное».

## Клубная карьера
В 2017 году начал выступать за дубль «Торпедо-БелАЗ», где быстро закрепился в основном составе. В 2018 начал привлекаться к основному составу, но ни разу за него не играл.
В июле 2020 года на правах аренды присоединился к «Смолевичам». 28 августа дебютировал в матче Кубка Беларуси против дзержинского «Арсенала» (1:4, дополнительное время), выйдя на замену в конце второго тайма. 12 сентября впервые сыграл в Высшей лиге, проведя все 90 минут в матче против БАТЭ (2:5). В декабре 2020 года по завершении аренды покинул смолевичский клуб.
В марте 2021 года покинул «Торпедо-БелАЗ» и стал игроком «Спутника». Он выступал за речицкий клуб до июля 2021 года, когда клуб снялся с Высшей лиги.
10 февраля 2022 года перешёл в рогачевский клуб «Макслайн». В начале 2023 года футболист продолжил карьеру в рогачёвском «Макслайне», который по итогу остался в Первой Лиге.
В марте 2023 года футболист присоединился к клубу «Жодино-Южное». Дебютировал за клуб 1 апреля 2023 года в матче против пинской «Волны».

## Статистика
| Сезон    | Дивизион | Клуб             | Страна        | Матчи | Голы |
| -------- | -------- | ---------------- | ------------- | ----- | ---- |
| 2017     | дубль    | Торпедо-БелАЗ    | Флаг Беларуси | 1     | 0    |
| 2018     | дубль    | Торпедо-БелАЗ    | Флаг Беларуси | 1     | 0    |
| 2019     | дубль    | Торпедо-БелАЗ    | Флаг Беларуси | 1     | 0    |
| 2020 (1) | дубль    | Торпедо-БелАЗ    | Флаг Беларуси | 1     | 0    |
| 2020 (2) | Д1       | Смолевичи        | Флаг Беларуси | 4     | 0    |
| 2021     | Д1       | Спутник (Речица) | Флаг Беларуси | 8     | 0    |
| 2022     | Д2       | Макслайн         | Флаг Беларуси | 17    | 0    |